# Проворная жаба
Проворная жаба (лат. Ingerophrynus parvus) — вид бесхвостых земноводных из семейства жаб, обитающий в Юго-Восточной Азии.

## Описание
Общая длина достигает 3—4 см. Голова и туловище уплощены. На голове имеются хорошо развитые надглазничные гребни, которые доходят до небольших овальных паротидов. Хорошо заметна небольшая барабанная перепонка. Кожа на спине и по бокам бугристая. Конечности длинные, стройные, с тонкими пальцами без перепонок.
Окраска яркая — от буровато-коричневой до зеленовато-чёрной с многочисленными мелкими бурыми или красноватыми точками.

## Образ жизни
Населяет берега рек и ручьёв в равнинных первичных дождевых тропических лесах. На открытой местности не встречается. Ведёт ночной наземный образ жизни, питается мелкими беспозвоночными.

## Размножение
Это яйцекладущая амфибия. Головастики небольшие, хвост, как правило, примерно в два раза больше длины тела. Ротовые присоски маленькие и слабые, располагаются в углах рта, что не позволяет головастикам жить на быстром течении.

## Распространение
Обитает в западном Таиланде, Малайзии, на юге Мьянмы, в Индонезии (острова Ява и Суматра). Изолированные популяции живут на юго-востоке Таиланда и в Кардамоновых горах Камбоджи.